# Witold Święcicki (prawnik)
Witold Maurycy Święcicki h. Jastrzębiec (ur. 15 stycznia 1889 w Warszawie, zm. 11 sierpnia 1965 tamże) – polski prawnik, cywilista, sędzia Sądu Najwyższego.

## Życiorys
Urodził się w rodzinie Święcickich herbu Jastrzębiec jako syn Ludwika (1851–1922) i Zofii z Boczkowskich (1860–1901). Z powodu przemówienia na strajku uczniowskim w 1905 został zesłany na Krym, gdzie kontynuował naukę w gimnazjum klasycznym i zdał maturę. Następnie odbył studia na wydziale prawa uniwersytetu w Petersburgu, które ukończył w 1913. Po studiach pracował jako prawnik w cyrkule policji, a później w sekretariacie Departamentu Sądowego Rządzącego Senatu w Petersburgu.
W okresie II Rzeczypospolitej od 1918 pracował w sądownictwie. Od 1927 był sędzią Sądu Najwyższego. Był członkiem Trybunału Kompetencyjnego.
Po wybuchu II wojny światowej, w okresie okupacji niemieckiej był pracownikiem Biura Orzecznictwa Sądu Apelacyjnego w Warszawie. Równolegle działał w konspiracji na rzecz Wydziału Ustawodawczego Departamentu Sprawiedliwości Delegatury Rządu RP na Generalne Gubernatorstwo.
Po zakończeniu wojny w okresie Polski Ludowej od 1945 do 1962 ponownie był sędzią Sądu Najwyższego, w tym od 28 września 1948 do 24 grudnia 1954 sprawował funkcję pierwszego prezesa Izby Cywilnej SN.
Był specjalistą prawa cywilnego materialnego i procesowego. Do 1939 pracował jako redaktor naczelny pisma Orzecznictwo Sądów Polskich, później od 1947 do 1965 zastępca redaktora naczelnego Orzecznictwa Sądów Polskich i Komisji Arbitrażowych. Był redaktorem działu orzecznictwa cywilnego w piśmie Państwo i Prawo.
Żonaty z Marią z domu Kuźmicką primo voto Żukow, z którą miał córkę, Zofię Święcicką-Utkin [Bolesław Utkin]. Zmarł 11 sierpnia 1965. Został pochowany na cmentarzu Powązkowskim (kwatera 30 wprost-6-13,14).

## Publikacje

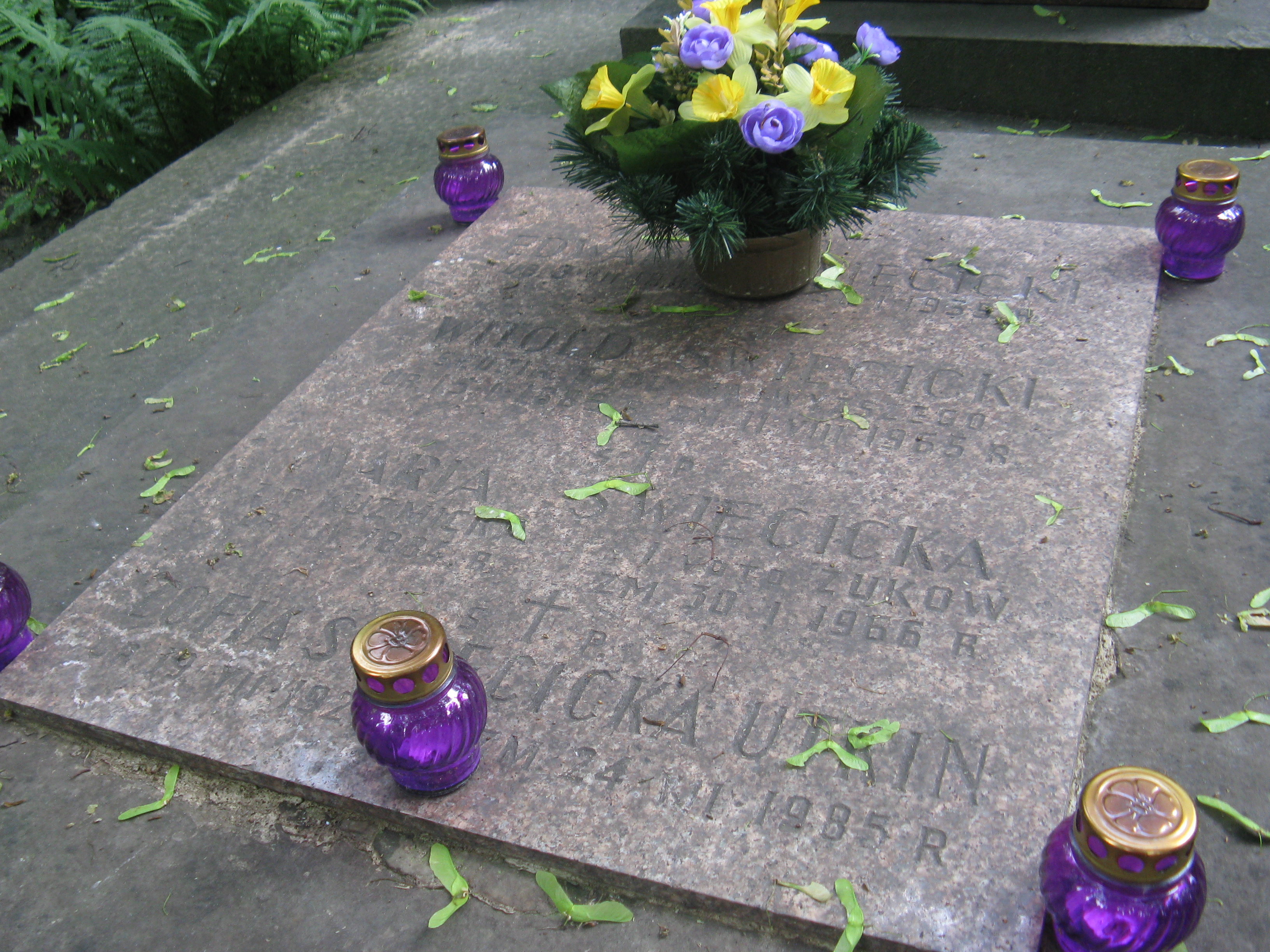
Nagrobek Witolda Święcickiego

- Suplement do Prawa cywilnego Ziem Wschodnich (T. X. cz. 1 Zwodu praw): zawierający orzecznictwo Sądu Najwyż. i ustawy związkowe za czas od 1 stycznia 1933 r. do 1 stycznia 1934 r., a w tej liczbie Kodeks zobowiązań 1933 r. (1934, współautor: Zygmunt Rymowicz)
- Kodeks Postępowania Cywilnego. Tekst Kodeksu i Przepisów Wprowadzających Z Orzecznictwem Sądu Najwyższego Oraz Przepisy Uzupełniające i Związkowe (1947, współautor: Jan Jakub Litauer)
- Tezy z zakresu prawa małżeńskiego: zawarte w orzeczeniach Sądu Najwyższego wydanych do dnia 1 lipca 1948 roku (1948)
- Orzecznictwo powojenne Sądu Najwyższego w sprawach cywilnych 30.VI. 1945 r. – 30. VI. 1947 r. (1948)
- Prawo cywilne z orzecznictwem, literaturą i przepisami związkowymi (1958, współautor: Stefan Breyer)
- Orzecznictwo Sądu Najwyższego w składach powiększonych. Zbiór Wytycznych i Uchwał Zgromadzenia Ogólnego Całej Izby i Składu Siedmiu Sędziów Sądu Najwyższego W Sprawach Cywilnych Za Lata 1945–1959 (1961, współautor: Kazimierz Piasecki)
- Kodeks zobowiązań wraz z przepisami wprowadzającymi (1946), Orzecznictwo powojenne Sądu Najwyższego w sprawach cywilnych (1948); współautor Prawa cywilnego ziem wschodnich (t. 1–2 1932–34) i Orzecznictwa Sądu Najwyższego w składach powiększonych (1961).

## Ordery i odznaczenia
- Krzyż Komandorski Orderu Odrodzenia Polski (dwukrotnie: 11 listopada 1937[5], 14 lipca 1954[6])
- Medal 10-lecia Polski Ludowej (28 kwietnia 1955)[7]
- Brązowy Medal za Długoletnią Służbę (6 maja 1938)[8]